# Thomas F. Duffy
Thomas F. Duffy est un acteur américain né le 9 novembre 1955 à Newark au New Jersey.

## Filmographie

### Cinéma
- 1982 : Un justicier dans la ville 2 (Death Wish II) de Michael Winner : Nirvana
- 1985 : Police fédérale Los Angeles : le faussaire de carte de crédit
- 1989 : Danger Zone II : Dumpster
- 1989 : Abyss : l'ouvrier à la construction
- 1990 : Les Anges de la nuit : l'homme de Frankie
- 1990 : Almost an Angel
- 1991 : Justice sauvage : O'Kelly
- 1991 : Guilty as Charged : Evans
- 1992 : The Waterdance : Dr Harrison
- 1992 : Les Mambo Kings : Mulligan
- 1992 : To Protect and Serve : Stewart
- 1993 : Eye of the Stranger : Ballack
- 1994 : Wolf : Tom
- 1994 : Pionniers malgré eux : Clayton Ferguson
- 1994 : La Rivière sauvage : le ranger
- 1996 : Independence Day : Lieutenant
- 1996 : Le Fan : Figgy
- 1997 : Le Monde perdu : Jurassic Park de Steven Spielberg : Dr Robert Burke
- 1998 : Code Mercury : Audey
- 1999 : American Boys : Sam Moxon
- 1999 : Let the Devil Wear Black : le barman
- 2004 : The Drone Virus : Russell Wheeler
- 2006 : The Standard : le père de Dylan
- 2006 : World Trade Center : l'opérateur du centre de commande
- 2010 : Rubber : Adjoint Xavier
- 2011 : Super 8 : Rooney
- 2014 : Supremacy (en) : Député Lansing

### Télévision
- 1981 : Miracle on Ice : Dave Chrstian
- 1981 : Chips : Pat Morris (1 épisode)
- 1982 : Today's F.B.I. : Bob Tenner (1 épisode)
- 1982 : L'Homme qui tombe à pic : Pump Jockey (1 épisode)
- 1982 : Hooker : Morgan (1 épisode)
- 1983 : Baby Sister : Michael Fancher
- 1984 : Les Petits Génies : Carter (1 épisode)
- 1984 : Miss Muscles : Killer
- 1985 : Space : Brad
- 1985 : Command 5 : Lew
- 1985 : La Cinquième Dimension : l'homme d'affaires (1 épisode)
- 1986 : The Last Precinct : Harvey (1 épisode)
- 1986 : Disney Parade (1 épisode)
- 1986 : Divorce Court (1 épisode)
- 1987 : Outlaws : Gil (1 épisode)
- 1987 : MacGyver : Corey (1 épisode)
- 1987-1997 : Des jours et des vies : un cowboy et Frank Paton (10 épisodes)
- 1988 : A Year in the Life : Ross (2 épisodes)
- 1989 : Tribunal de nuit : Dale Coderko (1 épisode)
- 1990 : Brigade de choc à Las Vegas (1 épisode)
- 1991 : My Life and Times : Josh Kincaid (1 épisode)
- 1991 : Matlock : le barman (1 épisode)
- 1992 : Two-Fisted Tales : Scorby
- 1992 : Les Contes de la crypte : Député Wilson (1 épisode)
- 1992 : Shaky Ground : le client (1 épisode)
- 1992-1993 : In Living Color : Officier Murphy et Sénateur Watson (2 épisodes)
- 1994 : Un drôle de shérif : Député Tully (1 épisode)
- 1995 : White Dwarf (en) : le pêcheur
- 1995 : Chicago Hope : La Vie à tout prix : Ralph King (1 épisode)
- 1995 : Mort clinique : Bill Lomax
- 1996 : Les Yeux d'un tueur : Officier Bryant
- 1997 : Haute Tension (High Incident) : Billy (1 épisode)
- 1998 : Embrouille à Poodle Springs : le gros policier
- 1999 : New York Police Blues (1 épisode)
- 1999 : X-Files : Aux frontières du réel : Jeffrey Cahn (1 épisode)
- 1999 : Les Sept Mercenaires : Johnson (1 épisode)
- 1999 : Chicken Soup for the Soul : Paul (1 épisode)
- 2000 : Runaway Virus : Coyote
- 2000 : Good Versus Evil : M. Burly (1 épisode)
- 2000 : FBI Family : Coswell (1 épisode)
- 2001 : Associées pour la loi : Carl Layton (1 épisode)
- 2002 : Impact imminent (Scorcher) : Anderson
- 2002 : Urgences : Détective Henderson (1 épisode)
- 2003 : Espions d'État (The Agency) : le chef de la station Cruz (1 épisode)
- 2005 : La Rose noire (Gone But Not Forgotten) : Chef O'Malley
- 2005 : FBI : Portés disparus : Bob (1 épisode)
- 2008 : Funniest Commercials of the Year : l'homme à la tronçonneuse
- 2009-2011 : The Middle : Jack Meenahan (3 épisodes)
- 2010 : Los Angeles, police judiciaire : Mel Wilcox (1 épisode)
- 2011 : Shameless : Tommy (1 épisode)
- 2011 : Hawthorne : Infirmière en chef : le voisin (1 épisode)
- 2012 : Franklin and Bash : l'officier de police (1 épisode)
- 2013 : Grey's Anatomy : Le Marteau (1 épisode)